# Erik Mongrain
Erik Mongrain (født 12 april 1980 i Montreal, Québec, Canada) er en canadisk komponist og guitarist bedst kendt for sin unikke akustiske stil og hans brug af tohåndet tappe-teknik på den akustiske guitar.

## Biografi
Tekst mangler, hjælp os med at skrive teksten

## Diskografi
- Equilibrium (2008)
- Fates (2007)
- Un paradis quelque part (2005)
- Les pourris de talent (2005)

## Video
- Erik Mongrain – AirTap! Arkiveret 29. april 2007 hos  Wayback Machine
- Erik Mongrain – Fusions Arkiveret 29. april 2007 hos  Wayback Machine
- Erik Mongrain – Timeless Arkiveret 29. april 2007 hos  Wayback Machine
- Erik Mongrain – I Am Not Arkiveret 29. april 2007 hos  Wayback Machine
- Erik Mongrain – PercussienFa Arkiveret 28. juni 2007 hos  Wayback Machine
- Erik Mongrain – The Silent Fool Arkiveret 22. august 2007 hos  Wayback Machine
- Erik Mongrain – A Ripple Effect Arkiveret 28. juni 2007 hos  Wayback Machine

## Eksterne link/henvisninger
- Erik Mongrains hjemmeside Arkiveret 26. juni 2007 hos  Wayback Machine